# Pterodroma neglecta
El petrel de Kermadec (Pterodroma neglecta), conocido también como fardela negra de Juan Fernández, petrel de las Kermadec y fardela fariada, es un ave procellariiforme de la familia Procellariidae. Habita en varias islas del Pacífico subtropical, y ha establecido colonias de reproducción en las islas chilenas del archipiélago Juan Fernández, islas Desventuradas, isla Sala y Gómez e isla de Pascua, así como en otras islas del Pacífico, entre las que destacan las islas Kermadec y las Pitcairn.
La temporada de nidificación es variable, dependiendo probablemente de la localidad en que se haya establecido la colonia. Aun así, aparentemente hay colonias que se turnan la temporada en la misma localidad, como parece suceder en las islas Kermadec. Suele nidificar en riscos o lomas con algo de vegetación, pero siempre en alta mar.
Su  hábitat son los mares abiertos. Nidifican o son visitantes recurrentes en Australia, Chile (continental e insular), Polinesia Francesa, Islas Marshall, México, Micronesia, Nueva Zelanda, isla Norfolk e  islas Pitcairn. Más allá de dicho ámbito, se han llegado a reportar especímenes errantes en Japón, Estados Unidos, Perú e Inglaterra.
La mayoría de individuos son de color oscuro, aunque hay algunos que poseen la frente blanca.

## Subespecies
Existen dos subespecies de petrel de Kermadec, estas son:
- Pterodroma neglecta neglecta (Schlegel, 1863), en el Pacífico Sur, distribuyéndose durante el año desde la isla Lord Howe al Oeste hasta isla de Pascua al Este.
- Pterodroma neglecta juana (Mathews, 1936), en el Pacífico Norte, pero con su nidificación al sur, en las islas Desventuradas y el archipiélago Juan Fernández (el nombre subespecífico juana hace referencia a dicho archipiélago).[11][3]

Algunos autores han planteado la posibilidad más subespecies de P. neglecta, particularmente debido al descubrimiento de nidificación en las costas de Mauricio, pero el estatus de la especie en el Océano Índico aún no es claro. Por otro lado, si bien han existido reportes de nidificación en las costas del océano atlántico (isla de la Trinidad, Brasil), aquellos son cuestionados puesto que no ha habido más evidencias relativas a la presencia de esta especie en el océano Atlántico en época reproductiva.

## Galería

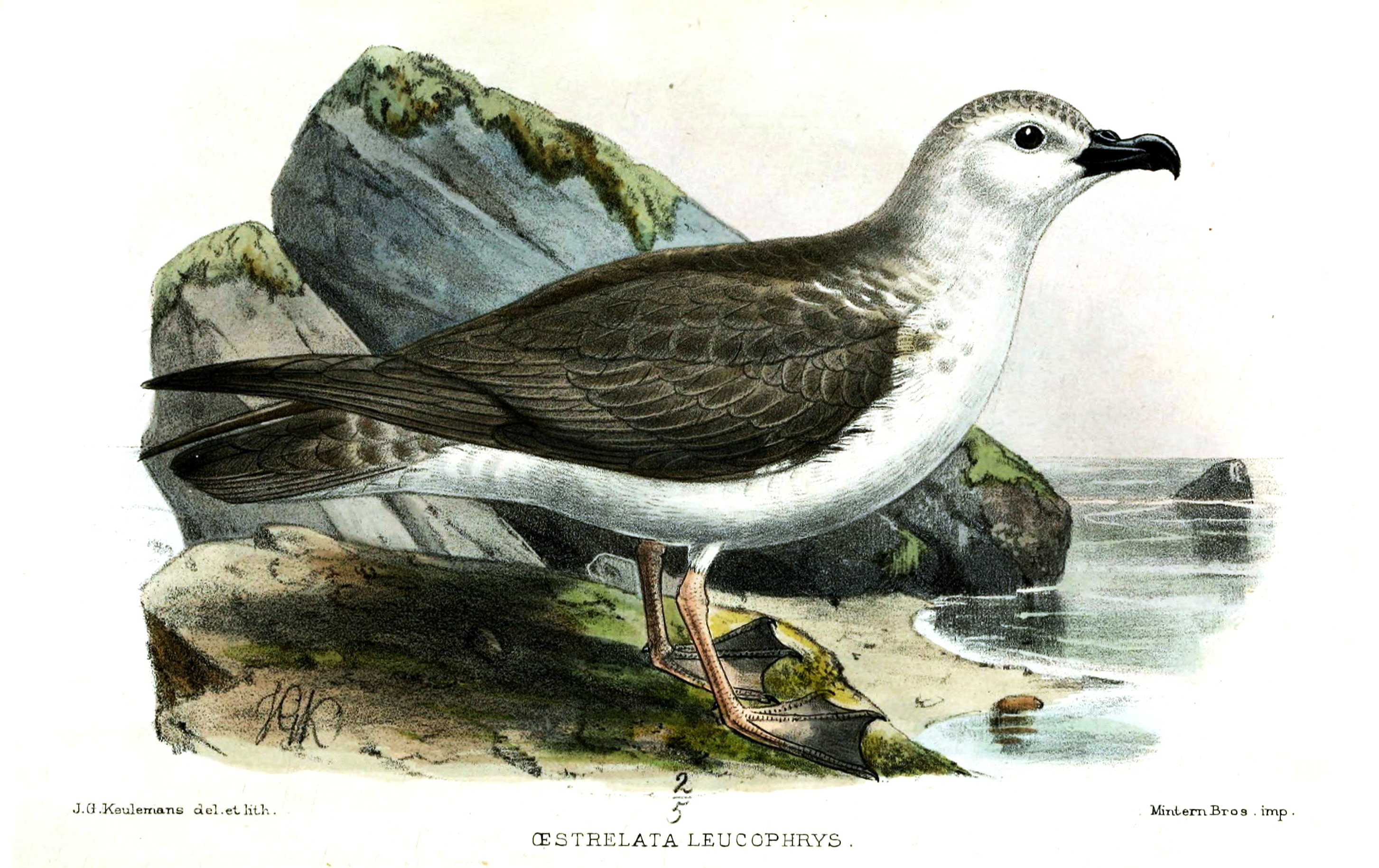
Ilustración de un petrel de Kermadec (J.G. Keulemans, 1893)
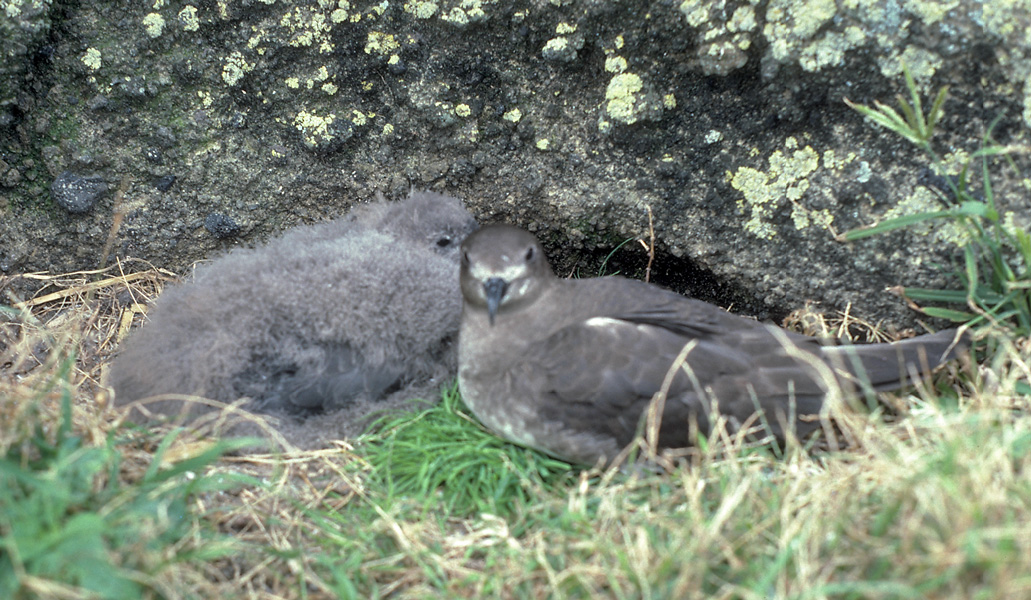
Adulto y polluelo en la Isla Raoul, Kermadec, Nueva Zelanda
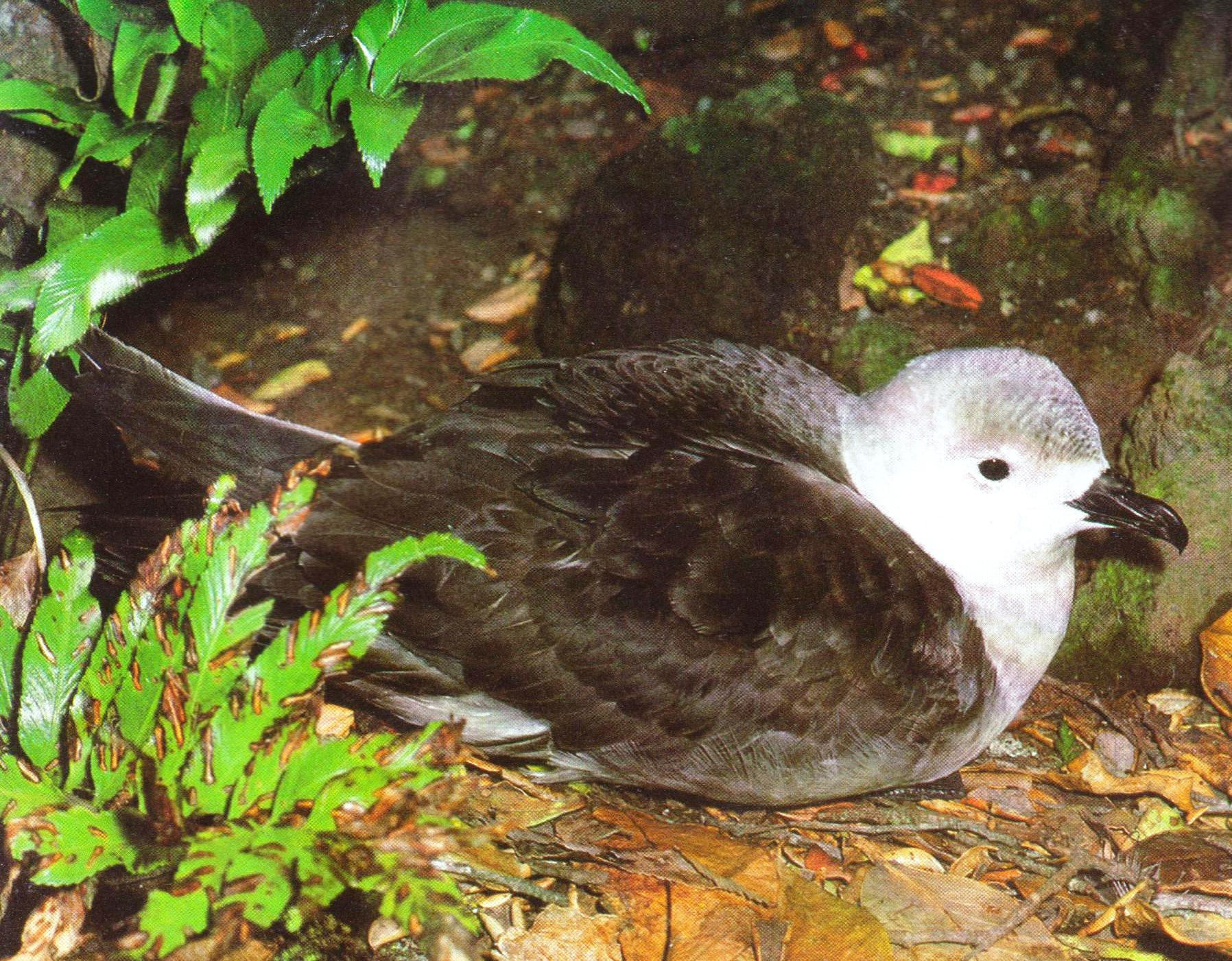
Ejemplar adulto de Pterodroma neglecta
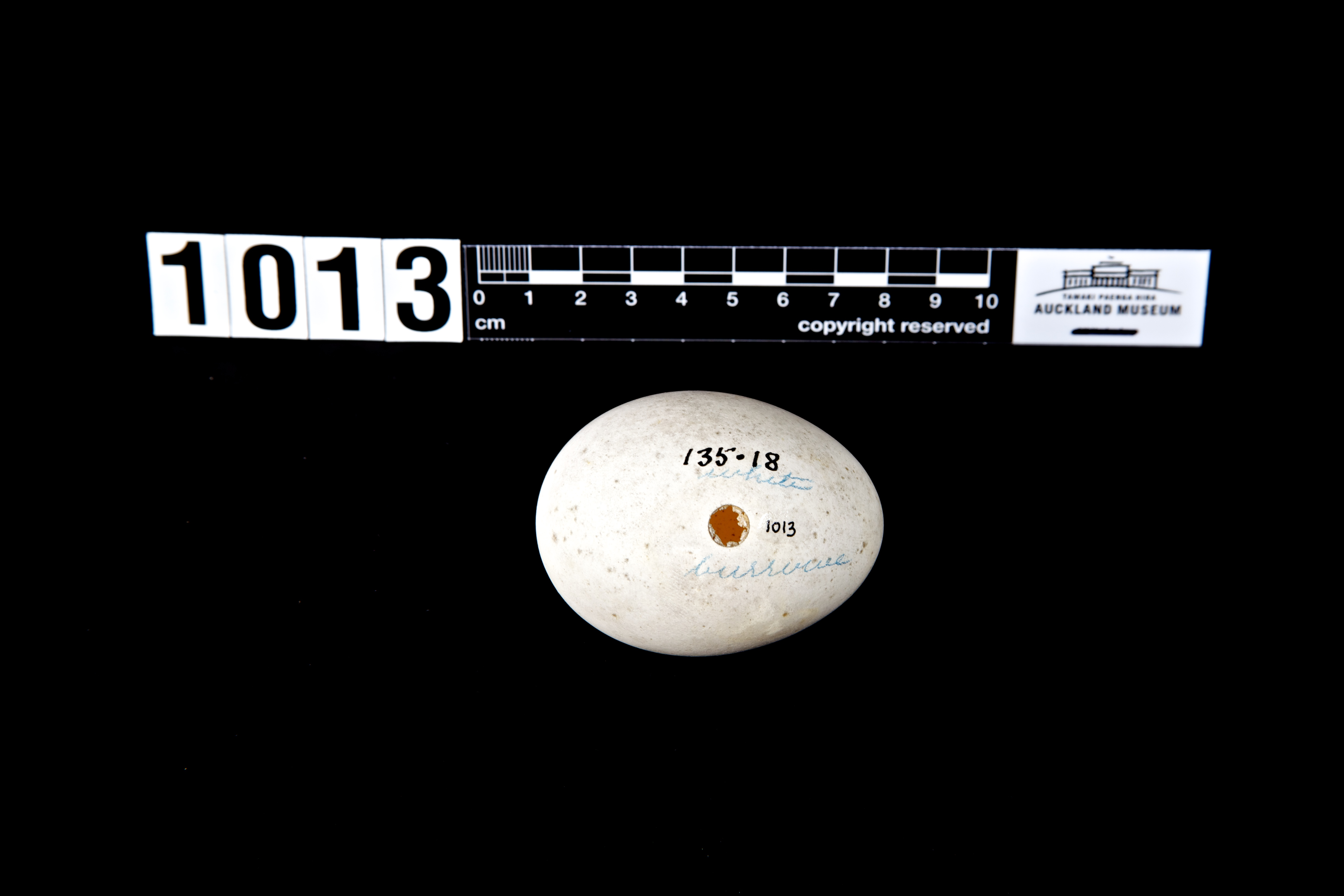
Pterodroma neglecta - Auckland Museum